# Diplotaxis alphamartinezi
Diplotaxis alphamartinezi är en skalbaggsart som beskrevs av Juan A. Delgado 1990. Diplotaxis alphamartinezi ingår i släktet Diplotaxis och familjen Melolonthidae. Inga underarter finns listade i Catalogue of Life.